# Star Wars: 1313
Star Wars: 1313 is een geannuleerd actie-avontuur videospel dat werd ontwikkeld door LucasArts. De game zou een meer volwassen en gruizige publiek aan de haak moeten inslaan in vergelijking met eerdere Star Wars titels en zou, net als Star Wars: Bounty Hunter uit 2002, de nadruk moeten leggen op snelle gadgets  en wapen gebaseerde gevechten met behulp van tools die exclusief zijn voor alleen premiejagers in plaats van het gebruik van de Force en lichtzwaard gebaseerde gevechten. Op 3 april 2013 werd aangekondigd dat The Walt Disney Company de interne ontwikkeling van alle LucasArts had stopgezet, inclusief Star Wars 1313. Een vertegenwoordiger van LucasArts gaf aan dat de game mogelijk nieuw leven wordt ingeblazen door middel van een licentieovereenkomst met een externe studio, maar tot die tijd zal Star Wars 1313  in de wacht blijven staan.

## Het Plot
Star Wars: 1313 zou draaien rond Boba Fett in zijn vroege volwassenheid, die langs het ondergronds gebied van Coruscant navigeerde, dat bekend staat als Level 1313. Level 1313 verschijnt in recentere Star Wars media zoals The Clone Wars,  en The Bad Batch waarin het wordt bezocht door onder andere Kapitein Rex en Ahsoka Tano en enige ledenen van de The Bad Batch.